# Anastacia díjainak és elismeréseinek listája

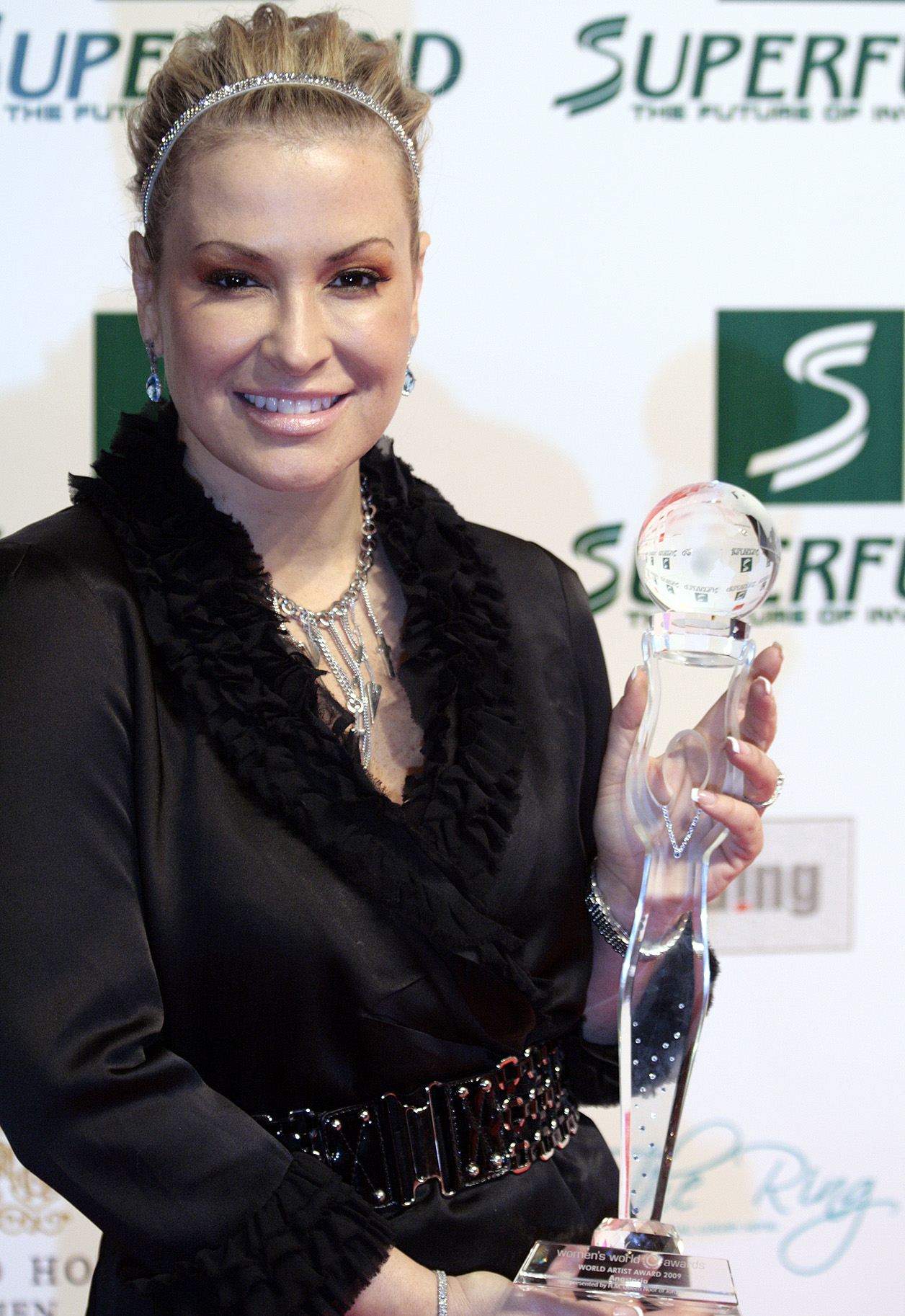
Anastacia a Women's World Award díjátadó gálán, 2009. március 5-én (Wiener Stadthalle, Bécs, Ausztria)

Anastacia díjainak és elismeréseinek listája tartalmazza Anastacia énekesnői és dalszerzői pályafutásához köthető elismeréseket. Zenei karrierje során számos díjat és elismerést adományoztak neki. Az 1990-es évek óta aktív előadóművész, ám az igazi áttörést 1998-ban érte el, a The Cut tehetségkutató műsorban. Pályafutásának kezdete óta hat nagylemezt, két válogatás-, egy feldolgozás-, illetve három koncertalbumot készített, valamint közel 85 millió lemezt adott el világszerte.
A jelentősebb díjai és elismerései az alábbiak:

## MTV Europe Music Awards
Az MTV Europe Music Awards (EMA) egy évente kiosztott díj. 1994 óta az MTV Video Music Awards (VMA) alternatívája. Anastacia hat jelölésből egyet váltott díjra.
| Év   | Kategória                        | Eredmény |
| ---- | -------------------------------- | -------- |
| 2000 | Legjobb felfedezett              | Jelölve  |
| 2001 | Legjobb pop                      | Elnyerte |
| 2002 | Legjobb pop                      | Jelölve  |
| 2004 | Legjobb női előadó               | Jelölve  |
| 2004 | Legjobb pop                      | Jelölve  |
| 2004 | Legjobb dal (Left Outside Alone) | Jelölve  |

## World Music Awards
A World Music Awards egy zenei díj, melyet 1989-ben alapítottak. Világszerte a legtöbb albumot eladott előadóknak osztják ki különböző kategóriákban. Anastacia három jelölésből hármat váltott díjra.
| Év   | Kategória                      | Eredmény |
| ---- | ------------------------------ | -------- |
| 2000 | Legkelendőbb nemzetközi előadó | Elnyerte |
| 2001 | Legjobb új előadó              | Elnyerte |
| 2001 | Legjobb felfedezett            | Elnyerte |

## TMF Awards
| Év   | Kategória                         | Eredmény |
| ---- | --------------------------------- | -------- |
| 2001 | Legjobb kislemez (I’m Outta Love) | Elnyerte |
| 2001 | Legígéretesebb előadás            | Elnyerte |
| 2002 | Legjobb nemzetközi női énekes     | Elnyerte |
| 2004 | Legjobb nemzetközi női énekes     | Elnyerte |
| 2004 | Legjobb nemzetközi pop            | Elnyerte |
| 2005 | Legjobb nemzetközi női énekes     | Elnyerte |

## BRIT Awards
A BRIT Awards a Brit Hanglemezgyártók Szövetségének évente kiosztott díja. Anastacia háromszor volt jelölve különböző kategóriákban.
| Év   | Kategória                          | Eredmény |
| ---- | ---------------------------------- | -------- |
| 2002 | Legjobb nemzetközi női előadó      | Jelölve  |
| 2002 | Legjobb nemzetközi felfedezett     | Jelölve  |
| 2005 | Legjobb nemzetközi női szólóelőadó | Jelölve  |

## További díjak, elismerések és jelölések
| Díj                                          | Kategória                                  | Felvétel           | Eredmény |
| -------------------------------------------- | ------------------------------------------ | ------------------ | -------- |
| 2000                                         |                                            |                    |          |
| FIMI Italian Music Awards                    | Legjobb nemzetközi női előadó              |                    | Elnyerte |
| Goldene Europa Awards                        | Az év legjobb előadója                     |                    | Jelölve  |
| Goldene Europa Awards                        | Legjobb felfedezett                        |                    | Elnyerte |
| M6 Awards                                    | Legjobb nemzetközi női előadó              | I’m Outta Love     | Elnyerte |
| 2001                                         |                                            |                    |          |
| Austrian Amadeus Music Awards                | Legjobb nemzetközi előadó                  |                    | Elnyerte |
| Danish Music Awards                          | Legjobb nemzetközi felfedezett             |                    | Elnyerte |
| Echo Deutscher Musikpreis                    | Az év legjobb nemzetközi rock/pop előadója |                    | Jelölve  |
| Echo Deutscher Musikpreis                    | Legjobb nemzetközi felfedezett             |                    | Elnyerte |
| FIMI Italian Music Awards                    | Legjobb nemzetközi női előadó              |                    | Elnyerte |
| NRJ Music Awards                             | Az év legjobb nemzetközi dala              | I’m Outta Love     | Elnyerte |
| NRJ Music Awards                             | Legjobb felfedezett                        |                    | Elnyerte |
| Edison Music Awards                          | Legjobb nemzetközi felfedezett             |                    | Elnyerte |
| 2002                                         |                                            |                    |          |
| Bambi – Deutschlands Wichtigster Medienpreis | Legjobb felfedezett                        |                    | Elnyerte |
| Goldene Kamera Awards                        | Legjobb nemzetközi popelőadó               |                    | Elnyerte |
| Swedish Hit Music Awards                     | Az év legjobb előadója                     |                    | Jelölve  |
| Swedish Hit Music Awards                     | Az év legjobb dala                         | Paid My Dues       | Jelölve  |
| Swedish Hit Music Awards                     | A legtöbbet játszott külföldi előadó       |                    | Elnyerte |
| Edison Music Awards                          | Legjobb nemzetközi női előadó              |                    | Elnyerte |
| VIVA Comet Musikpreis                        | Legjobb nemzetközi előadás                 |                    | Elnyerte |
| 2003                                         |                                            |                    |          |
| Echo Deutscher Musikpreis                    | Az év legjobb nemzetközi rock/pop előadója |                    | Jelölve  |
| 2004                                         |                                            |                    |          |
| Maxim Magazine Awards                        | Az év nője                                 |                    | Elnyerte |
| Noordzee FM Awards                           | Legjobb nemzetközi női előadó              |                    | Elnyerte |
| Nordic Music Awards                          | Legjobb nemzetközi női előadó              |                    | Elnyerte |
| VIVA Comet Awards                            | Legjobb nemzetközi előadás                 |                    | Jelölve  |
| 2005                                         |                                            |                    |          |
| Diva Entertainment Awards                    | Legsikeresebb zenei CD                     | Anastacia          | Elnyerte |
| Echo Deutscher Musikpreis                    | Az év legjobb nemzetközi rock/pop előadója |                    | Elnyerte |
| NRJ Radio Awards                             | Legjobb nemzetközi női előadó              |                    | Elnyerte |
| NRJ Radio Awards                             | Legjobb pop                                |                    | Elnyerte |
| NRJ Radio Awards                             | Legjobb dal                                | Left Outside Alone | Elnyerte |
| Marie Claire                                 | Az év nője                                 |                    | Elnyerte |
| Rockbjörnen                                  | Legjobb nem-svéd album                     | Anastacia          | Elnyerte |
| Rockbjörnen                                  | Legjobb nem-svéd előadó                    |                    | Elnyerte |
| 2009                                         |                                            |                    |          |
| Women's World Award                          | World Artist Award                         |                    | Elnyerte |
| 2013                                         |                                            |                    |          |
| GQ Men Of The Year Awards                    | Humanitárius díj                           |                    | Elnyerte |
| 2014                                         |                                            |                    |          |
| Radio Regenbogen Award                       | Humanitárius díj                           |                    | Elnyerte |
| The National German Sustainability Award     | Humanitárius díj                           |                    | Elnyerte |
| 2015                                         |                                            |                    |          |
| The Children for Peace                       | Humanitárius díj                           |                    | Elnyerte |
| 2016                                         |                                            |                    |          |
| The Global Gift Gala                         | Humanitárius díj (Our Heroes Award)        |                    | Elnyerte |